# 최시훈 (1992년생 배우)
최시훈(1992년 10월 27일~)은 대한민국의 남자 배우이다.

## 출연작

### 드라마
- 2020년 웹드라마 《카페 킬리만자로》 - 남지호 역
- 2019년 웹드라마 《스텐바이 큐레이터》 - 전시훈 역